# Yvette Broch
Yvette Broch (Monster, 23 december 1990) is een Nederlandse handbalster die sinds 2022 in Hongarije speelt bij Győri Audi ETO KC.

## Sport
In 2016 nam zij met het Nederlands team deel aan de Olympische Spelen. Doordat de wedstrijd om het brons verloren werd van de op dat moment regerend wereldkampioen Noorwegen, eindigde Nederland op de vierde plaats. In 2018 stopte Broch met handbal. In 2021 keerde Broch terug bij het Franse Metz en ook in 2021 keerde Broch terug bij de nationale ploeg.
Op het European Open in 2006 voor speelsters onder de 18 werd Broch verkozen in het All Star team tot de beste speelster en beste cirkelloper van het toernooi.

### Onderscheidingen
- All-Star Team cirkelloper van het wereldkampioenschap: 2017
- All-Star Team cirkelloper van het Europees kampioenschap: 2016
- Cirkelloopster van het jaar van de Franse competitie: 2014/15
- Talent van het jaar van de Eredivisie: 2006/07

## Televisie
Broch heeft in 2008 meegedaan aan het vierde seizoen van Holland's Next Top Model. Ze verloor de finale van Ananda Marchildon.
In 2019 was Broch een van de deelnemers van het twintigste seizoen van het RTL 4-programma Expeditie Robinson, ze viel als veertiende af en eindigde op de 7e plaats.
Tijdens het in 2019 gewonnen WK handbal gaf ze commentaar in de studio van Ziggo Sport.